# Villa Akleja

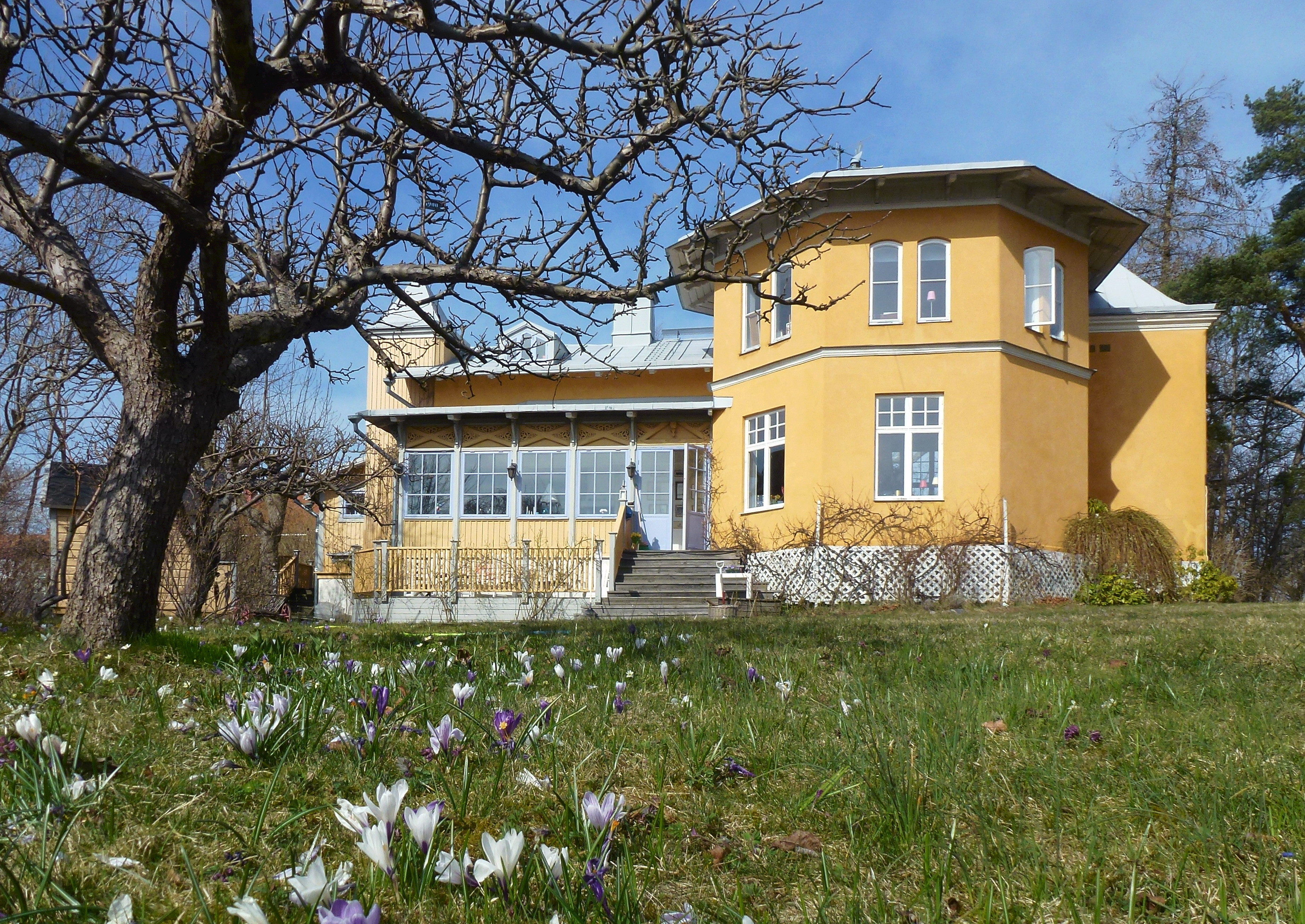
Villa Akleja, fasader mot syd i april 2015

Villa Akleja är en kulturhistoriskt värdefull byggnad vid Pilgatan 5 i Vaxholm. Huset var konstnärsparet Johan Axel Gustaf och Eva Ackes hem mellan 1901 och 1924. Villan fick 1901 sin nuvarande form efter en om- och tillbyggnad efter ritningar av arkitekt Ernst Stenhammar i samarbete med Acke själv. I huset finns en av de tidigaste exemplen i Sverige (möjligtvis det allra första) med ett helt öppet rumssammanhang. Byggnaden förklarades i juni 1981 till byggnadsminne. Mellan 2015 och 2023 fanns J.A.G. Ackemuseet i villan som ägdes och drevs av konstexperten Claes Moser och hans hustru Susanna Evers.

## Bakgrund

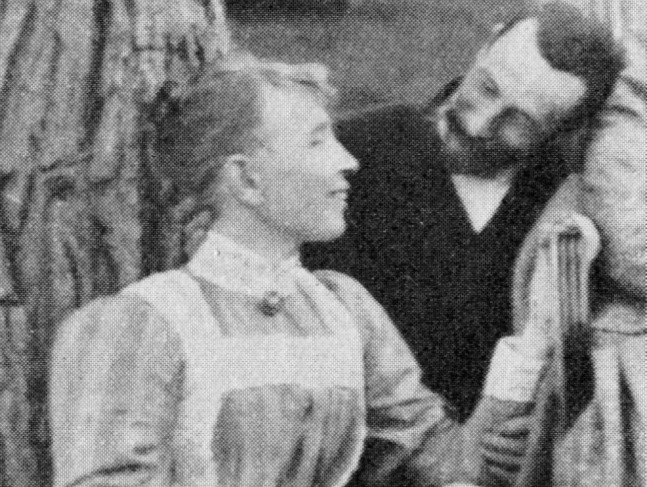
Eja och J.A.G. Acke, 1890-tal.

I början av 1890-talet förde familjen Acke ett kringflackande liv och alternerade mellan Finland, Åland och Sverige. Man vistades ofta hos Ackes svärfar, den finlandssvenska författaren Zacharias Topelius, men så småningom längtade familjen efter en avskild plats för arbetsro och rekreation. Den perfekta platsen skulle ligga nära vatten, helst vid svenska Östersjökusten, inte Mälaren. ”Helst ville vi ju ha så att vi kunde trifvas der också på sommaren och fastna litet stadigare (Saltsjöbaden är för dyrt och alldeles för civiliseradt)”, som Eva Acke uttryckte det i ett brev 1893.
Till en början bestämde man sig för Nynäshamns skärgård, men därav blev det inget. Efter en kort visit på Gotland och några år i Skällnora hamnade man slutligen 1901 i Vaxholm. Nynäshamns skärgård skulle dock bli aktuellt igen 1914 då paret Acke byggde sitt sommarhus Villa Torsvi på Torös östra strand. På Torsvi vistades Ackes under första världskriget på somrarna och långt in på hösten. Villa Akleja fungerade dock som vinterbostad fram till J.A.G. Ackes död 1924 och vidare till 1929 då även Eva Acke avled.
Byggnaden, som sedermera kallas Villa Akleja var ursprungligen ett mindre trävilla från 1870-talet belägen på en stor tomt med södersluttning i ett område med några av Vaxholms största sommarvillor. Namnet ”Akleja” är inte bara namnet för blomma utan även en ordlek mellan ”Acke” och hustruns förnamn ”Eja”, som Eva Acke också kallades.

## Byggnadsbeskrivning

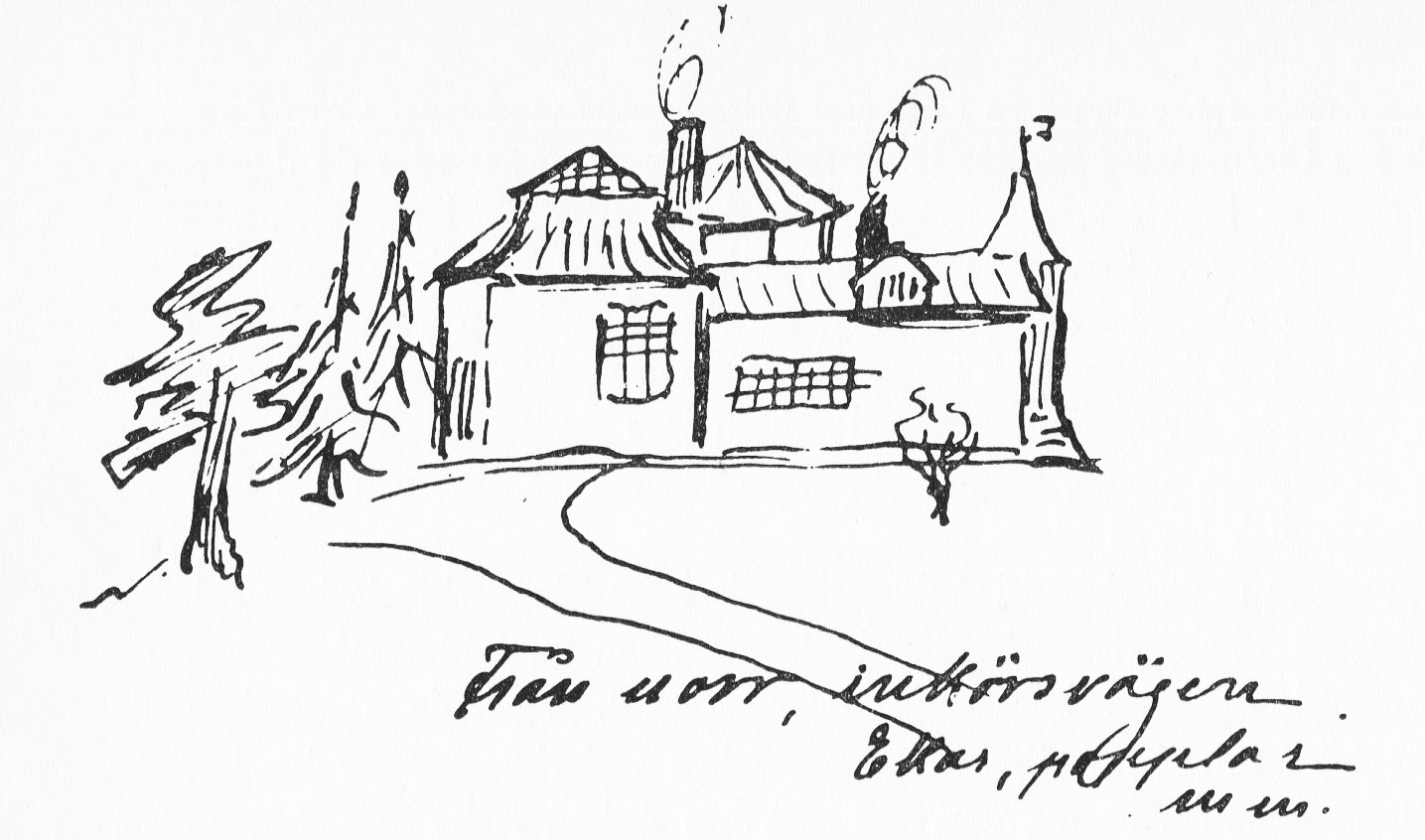
Exteriörskiss av Acke, vy från norr, 1901.

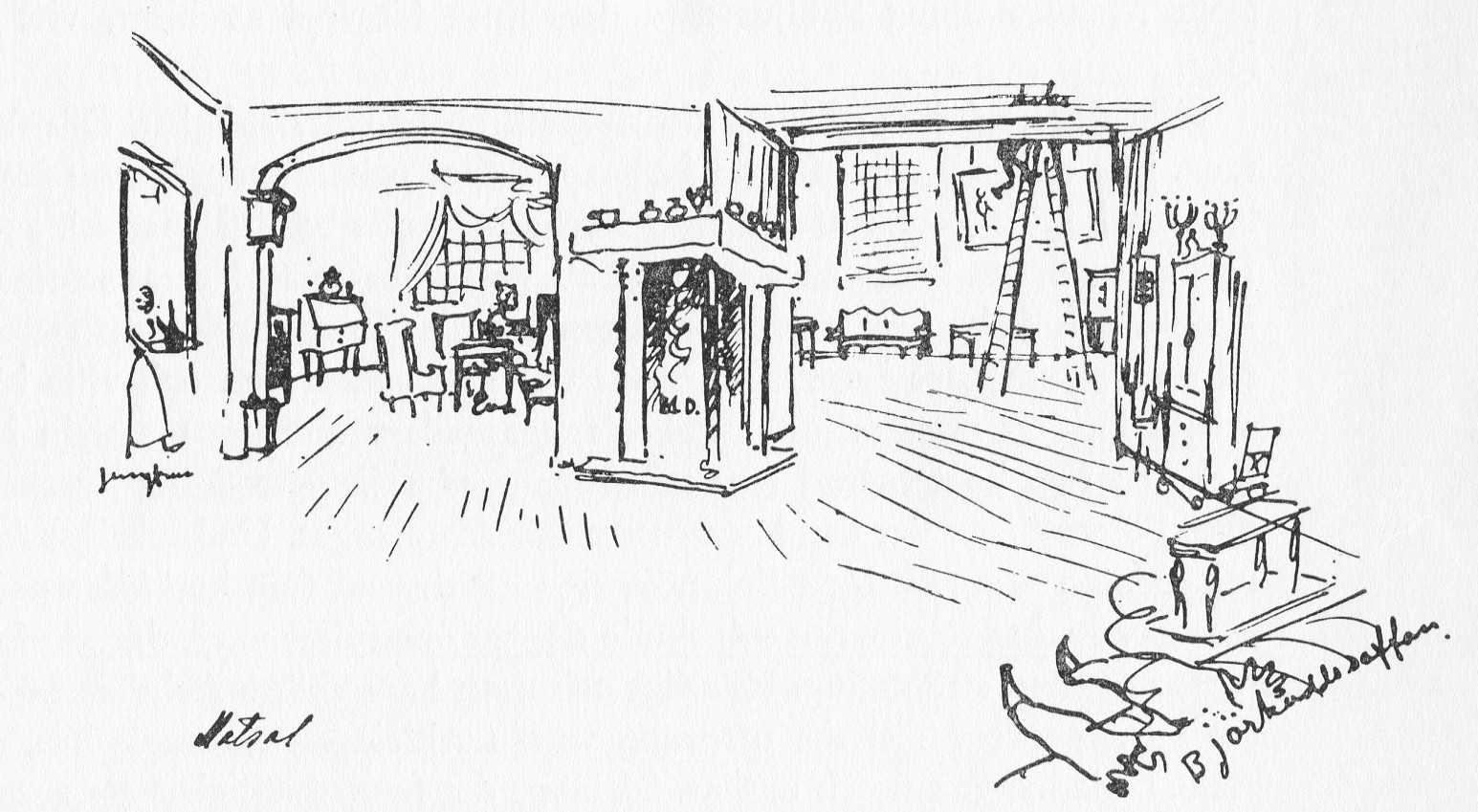
Interiörskiss, observera Acke på stegen.

Ursprungligen bestod villan av ett trapptorn vid västgaveln och en flersidig matsal/salong i husets östra del. År 1900 sågs huset av paret Acke för första gången (vindflöjelns årtal påminner om det) och 1901 förvärvades trävillan. Köpet möjliggjordes genom farsarvet efter Zacharias Topelius som avled 1898. Acke lät omedelbart genomföra en omfattande om- och tillbyggnad, som blev färdig den 6 november 1901 då familjen kunde flytta in. Till arkitekt anlitades Ernst Stenhammar, en god vän till familjen, men även Acke själv deltog aktivt i planeringen.
Delar av byggnaden öster om matsalen revs och istället uppfördes en hög, putsad tegelbyggnad som innehöll Ackes ateljé. Ursprunglig färgsättning var grå med dragning åt rosa utom trapphuset, som var målat olivgrönt. Idag är huset avfärgat i gul kulör med vita och ljusblå detaljer. Ateljéns stora fönster vetter mot norr, intill märks en gipsrelief av skulptören Christian Eriksson, föreställande en dansande faun. Den var en gåva till nya husherren och är en detalj av Erikssons fris på Dramatiska teatern i Stockholm.
Tomten och trädgården planerades av en trädgårdsmästare från Bergianska trädgården där Ackes far, Nils Johan Andersson, var botaniker och lärare. Björkar och en del blommor hämtades från Evas fars Björkudden i Finland och en vinranka togs med från Italien. Vinrankan planterades tätt intill husets sydsida och ger fortfarande vindruvor.
Till en början fanns ingen elektricitet i huset. Den kopplades in först på sommaren 1920. Innan dess lystes hemmet upp av fotogenlampor. Morgonteet kokades på ett fotogenkök och maten lagades på en vedspis. Uppvärmningen sköttes med hjälp av kakelugnar, en järnspis i ateljén och den stora öppna spisen i husets centrum. Huset upplevdes dock som kallt och fuktigt vilket Eva berättade i ett brev 1913.

### Exteriörbilder

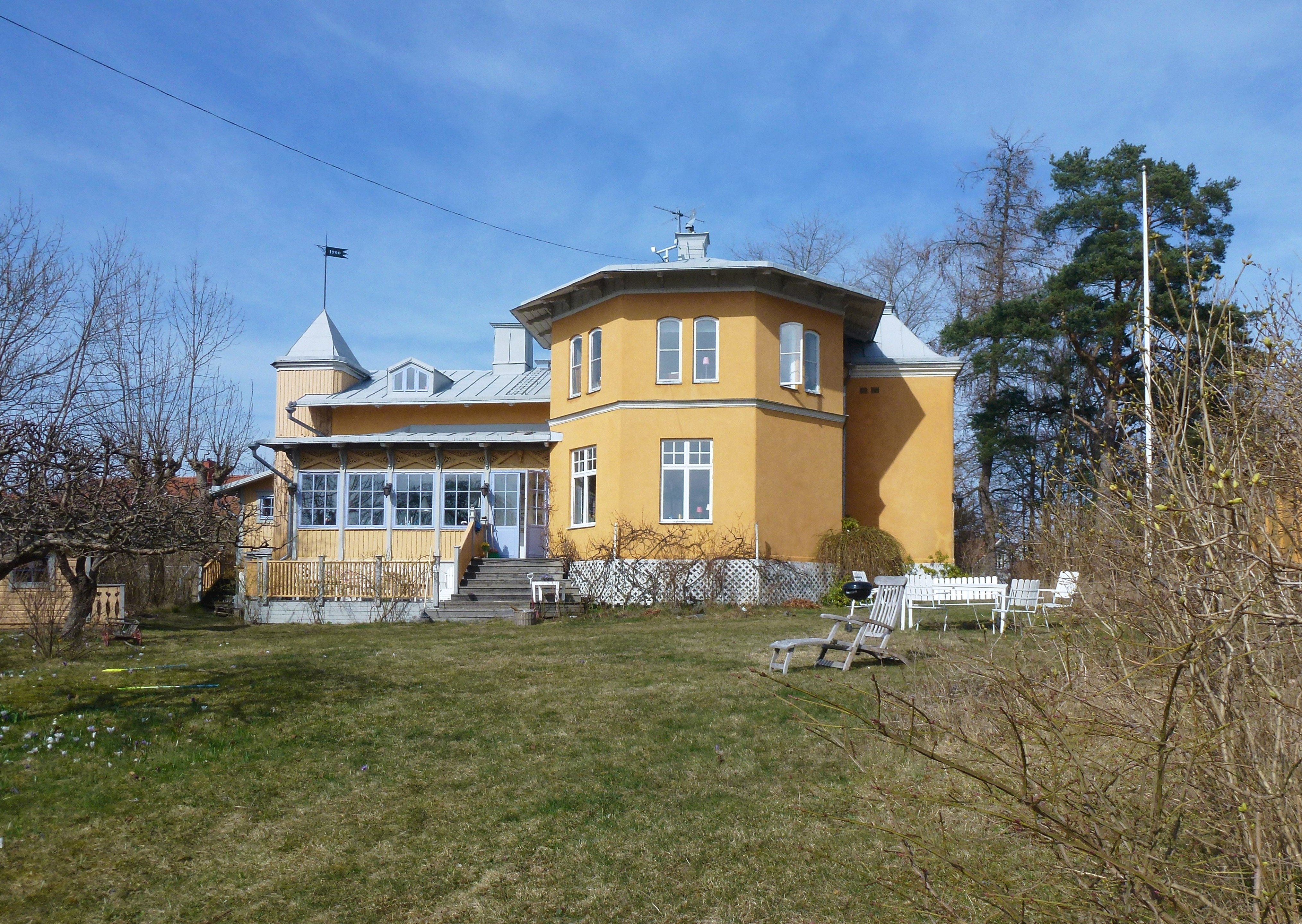
Villa Akleja, fasader mot syd
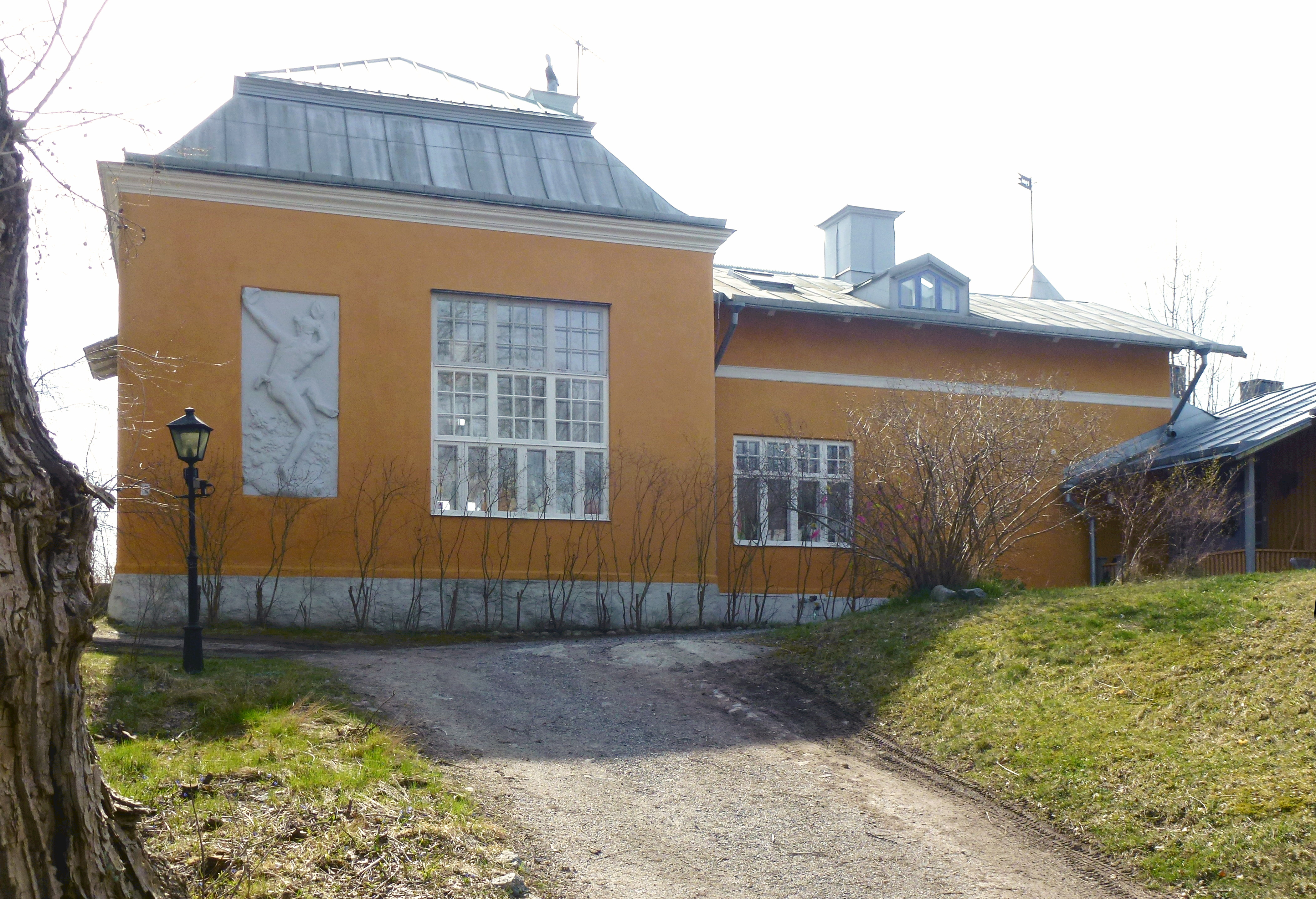
Villa Akleja, fasader mot norr
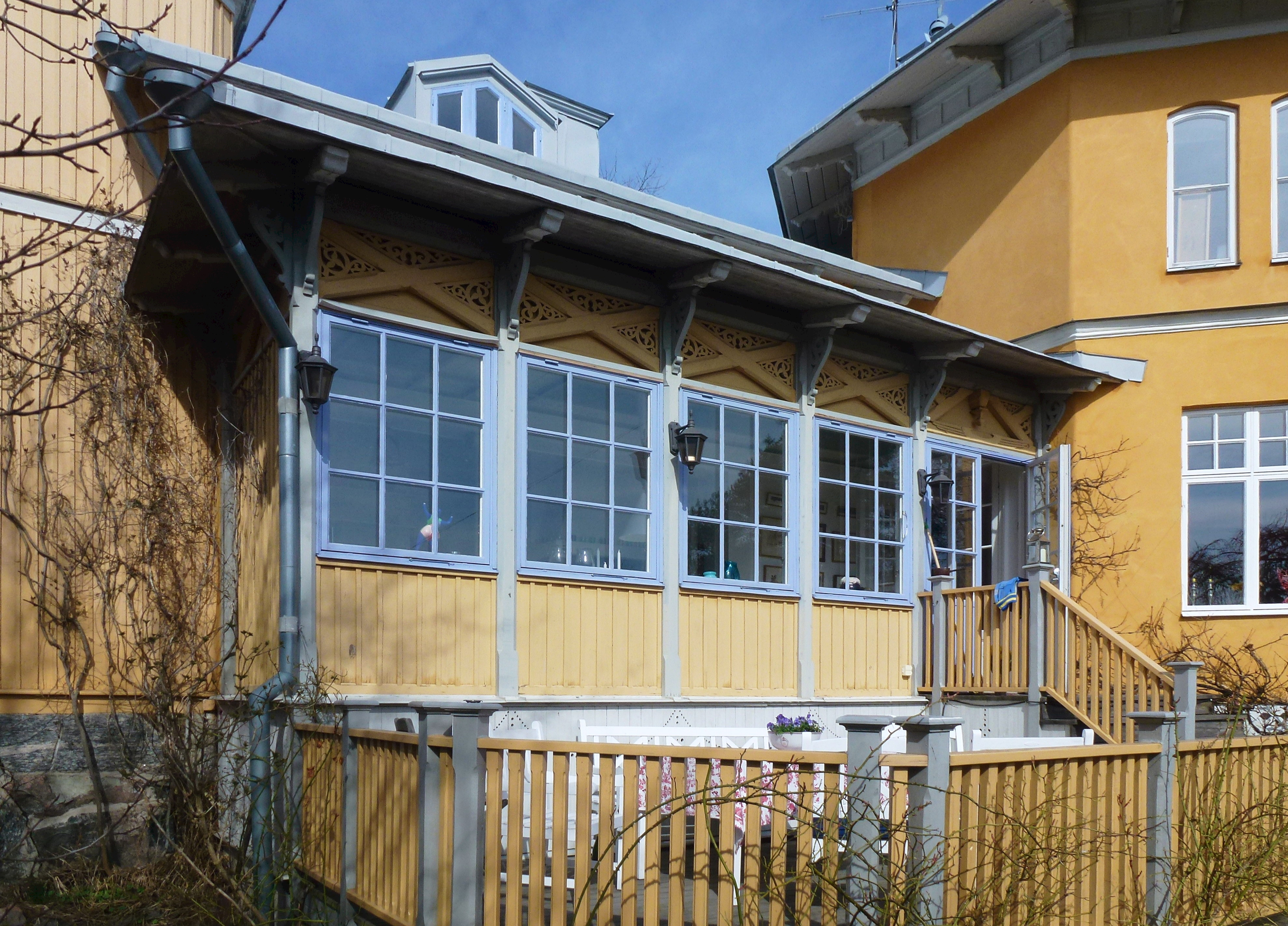
Verandan
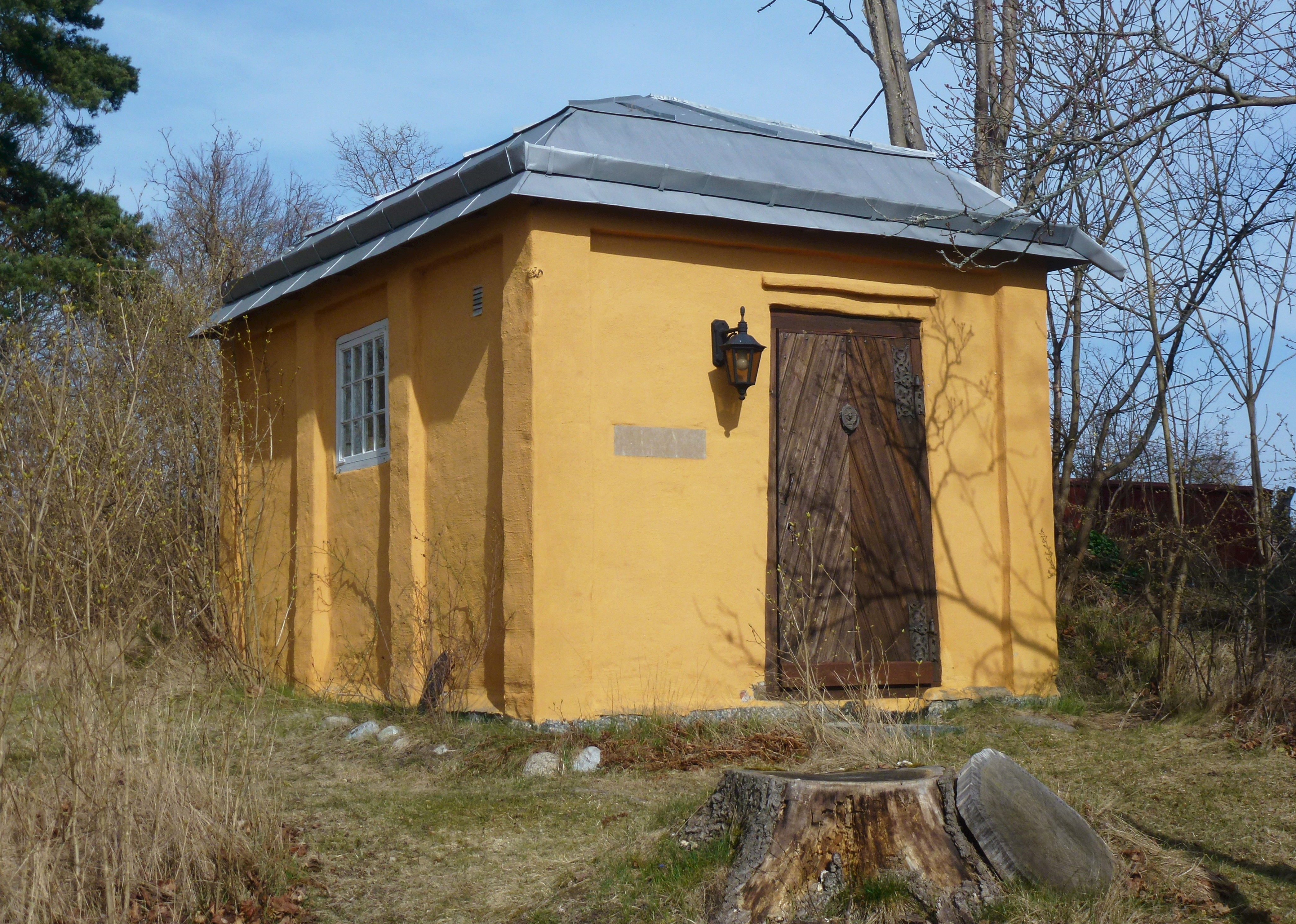
Kullans hus

Intressant ur arkitektur- och byggnadshistorisk synvinkel är den öppna planlösningen, som troligen är den första som tillämpades på en villa i Sverige och som senare skulle bli mycket spridd. Villans centralpunkt är en manshög, hörnbyggd öppen spis i salongen/matsalen. Spisens insidor kläddes med gjutjärnsplattor från Skåne, de sista köptes 1911 i Falsterbo. Spiselhyllan bärs upp av kraftiga, vridna smidesjärn. I skorstensstockens sida mot ateljén anordnades en nisch för en järnspis, idag finns där en rund kakelugn. 

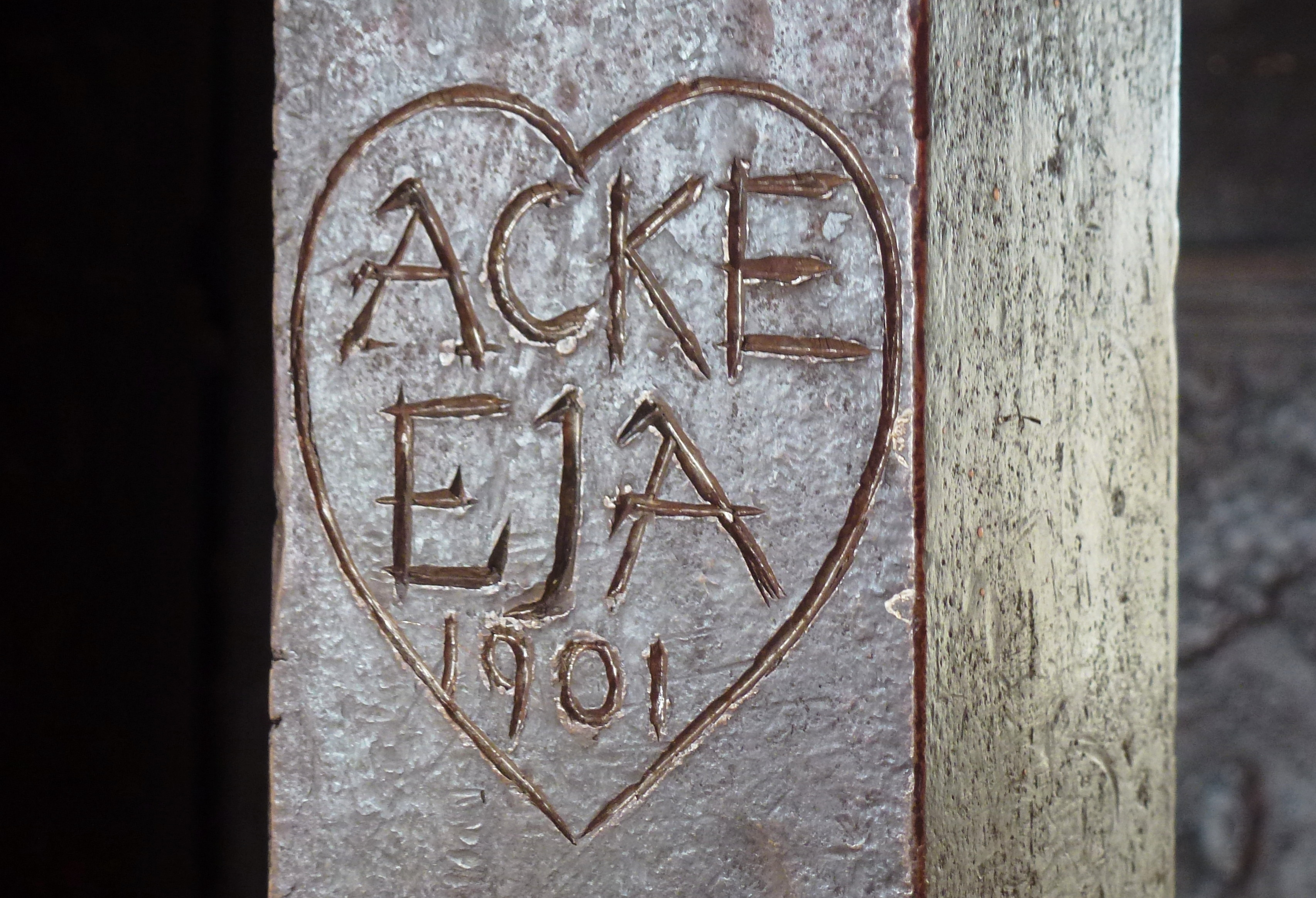
”Acke Eja 1901” på öppna spisen.

Från salongen når man den tvåvåningshöga ateljén, som kan avskiljas genom två skjutdörrar. De stod för det mesta öppna utom när Acke hade modeller eller ville vara helt ostörd. I ateljén leder en hög dörr direkt i det fria. Här kunde stora tavlor tas in och ut. Intill dörren sträcker sig en trappa upp mot ett balkongliknande galleri som löper längs ateljéns ena sida och som fortsätter in i en smal korridor med sovrum och bad.
Genom en taklanternin fick ateljén även indirekt dagsljus uppifrån. Intill salongen placerade Ejes läs- och skrivrum med rundade hörn ”så att tankarna skulle få fart och inte stoppas upp”. I trädgården, öster om ateljén, placerades ett litet stenhus, kallat ”Kullans hus” ritat av Acke själv och avsett som bostad för köksbiträdet kallat "Kullan", en Dalkulla.
Villan är full av Ackes lekfulla detaljer, exempelvis trappans vangstycken som är utformade som vågor, galleriets räcke som inspirerades av en gärdesgård, hörnstolpen i öppna spisen som bär en liten ristning ”Acke Eja 1901” inramat av ett hjärta och inskurna hjärtan i ett inbyggnadsskåp. Över dörren till verandan/köket målade Acke en banderoll med hyllningen: ”Ackes och Ejas hus gränsar i söder till samhället i norr till sagan”.

### Interiörbilder

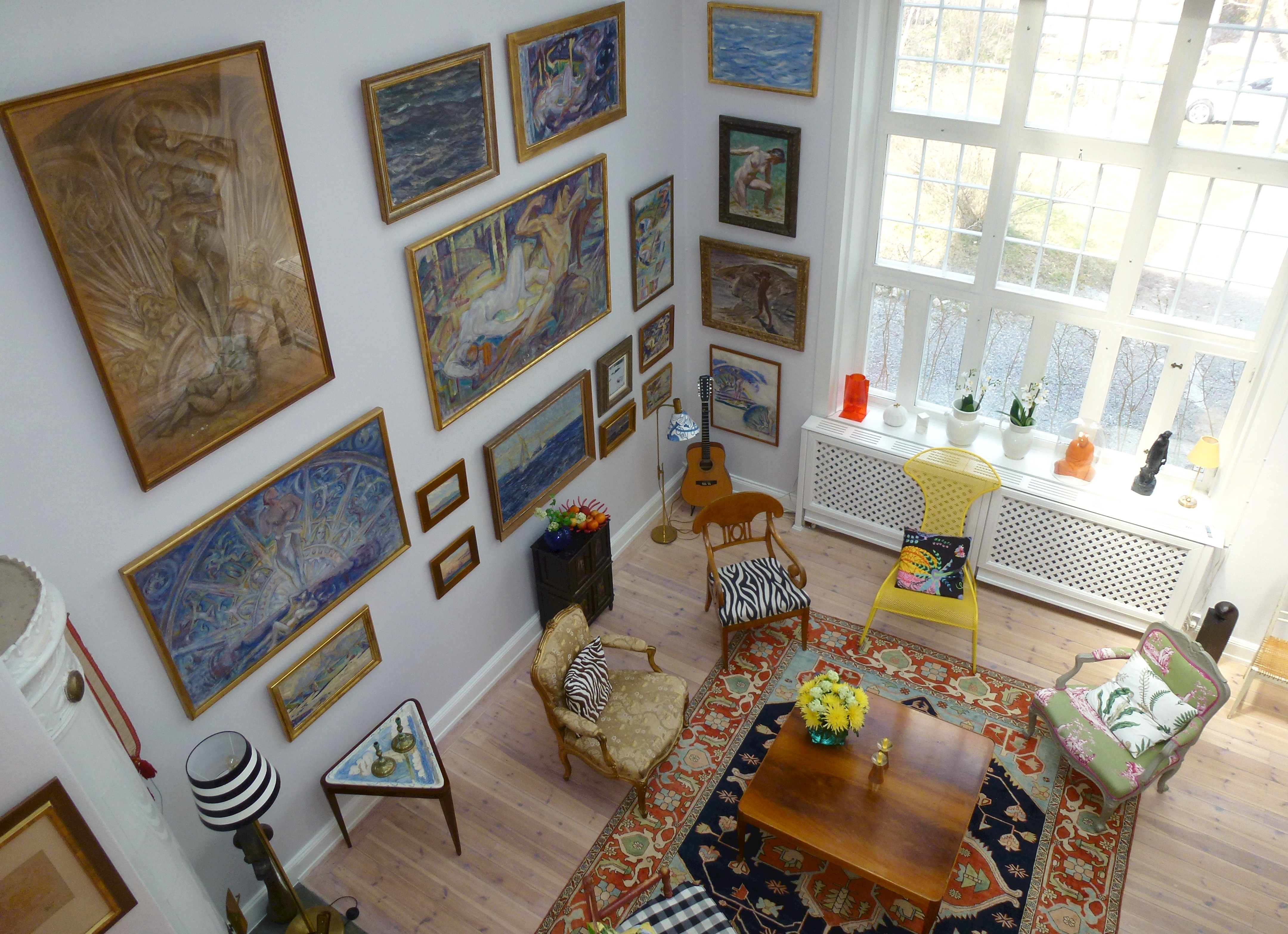
Villa Akleja, ateljén
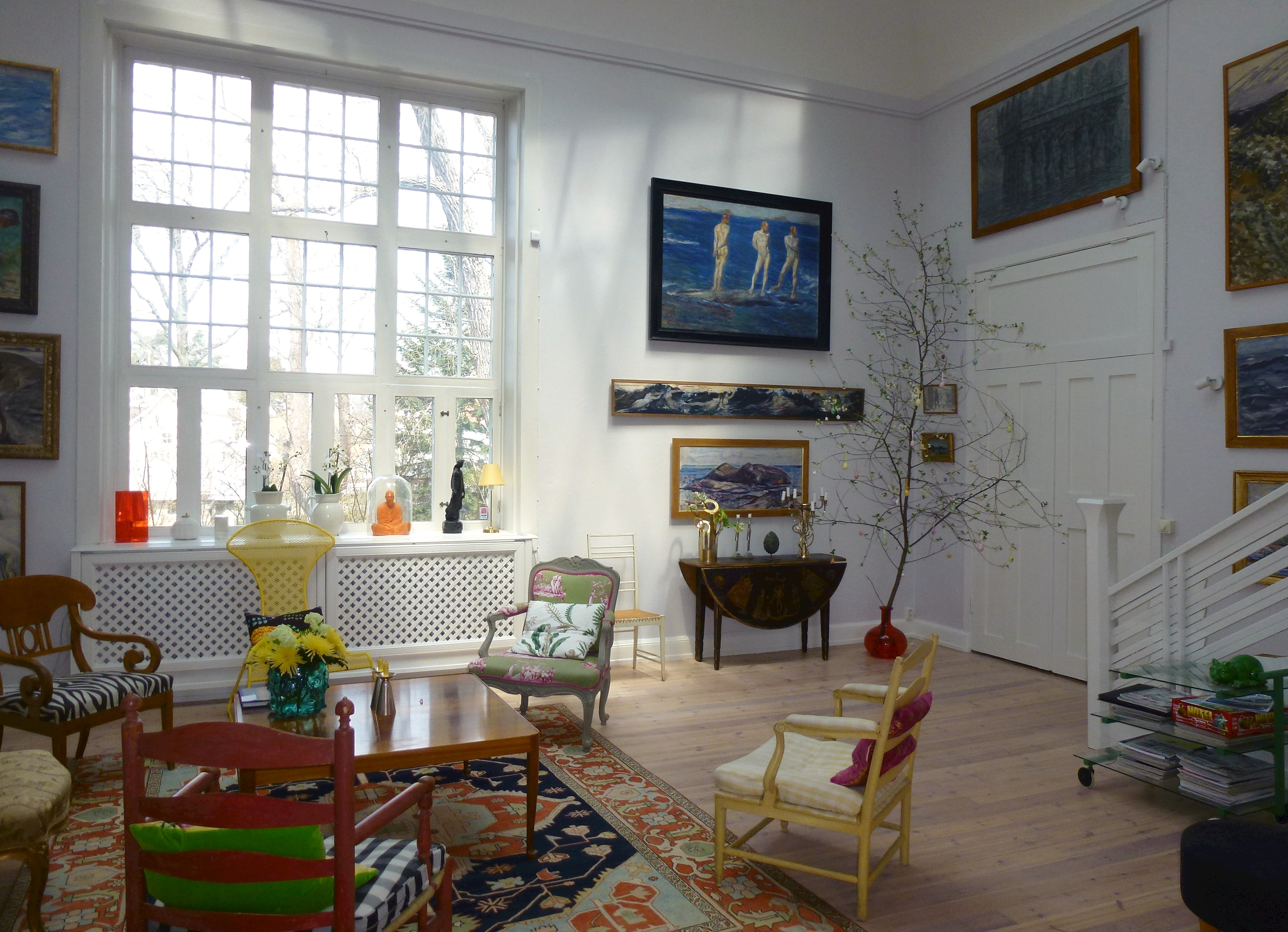
Ateljén
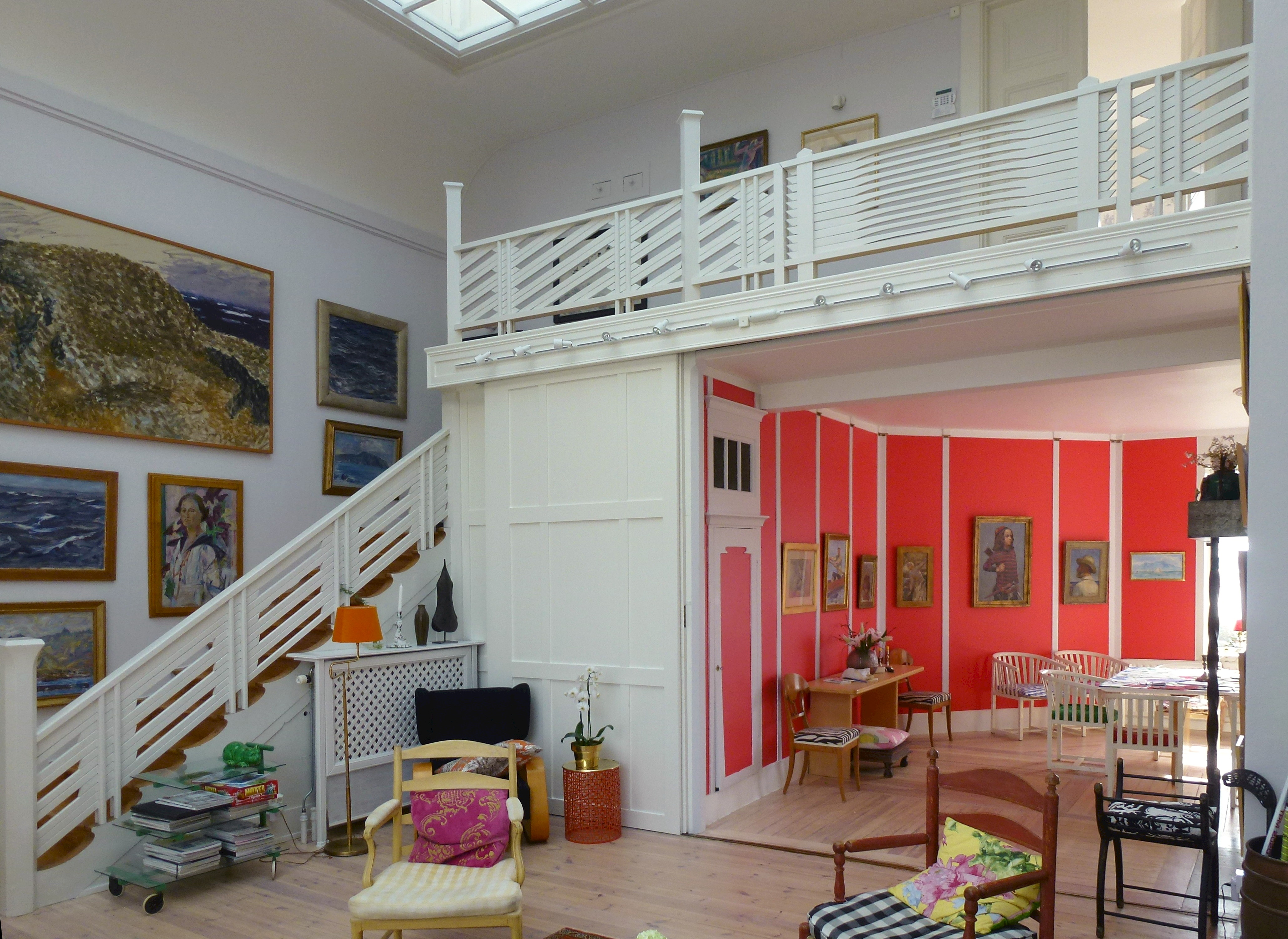
Trappan och gallerian in ateljén
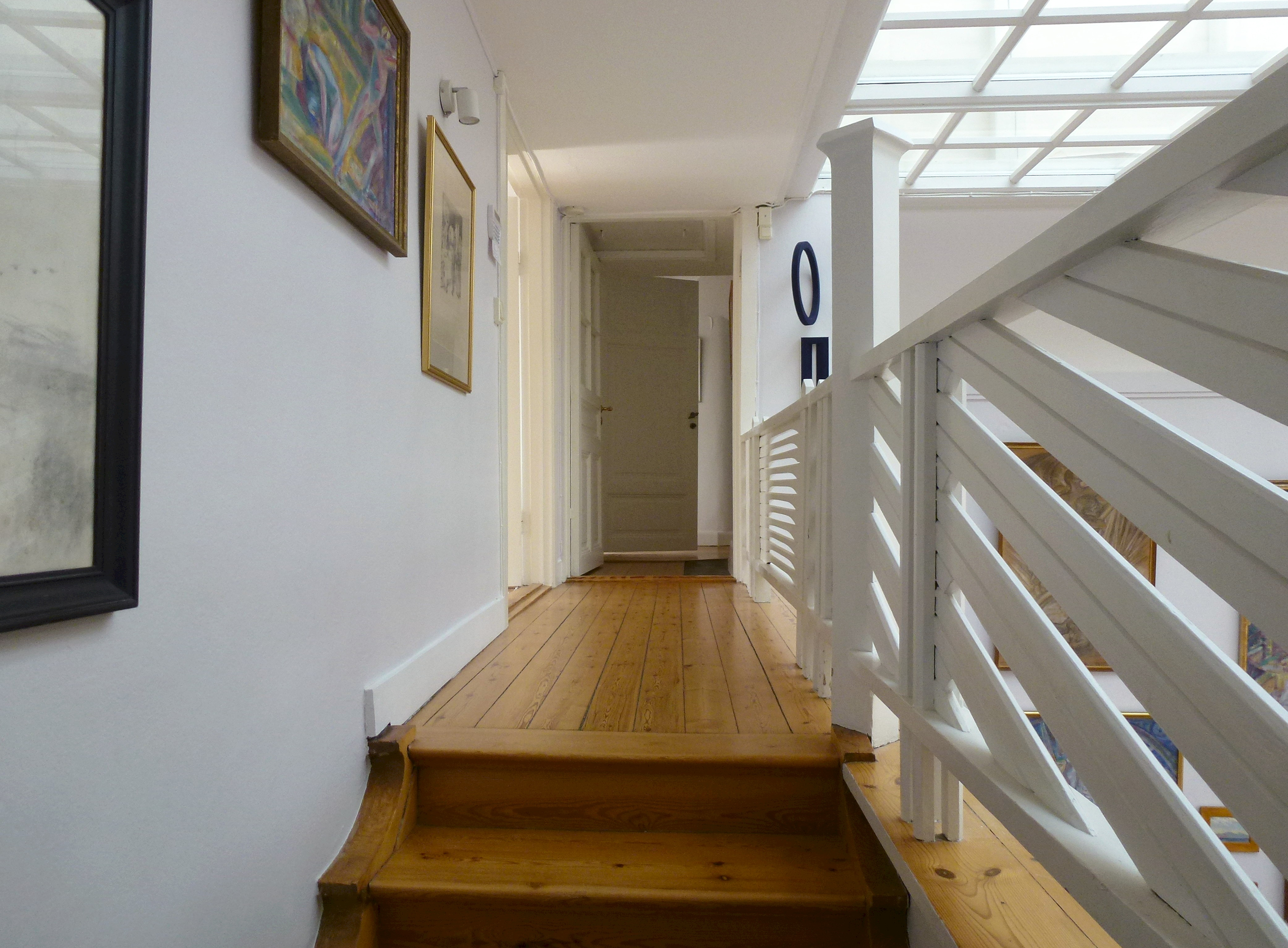
Gallerian
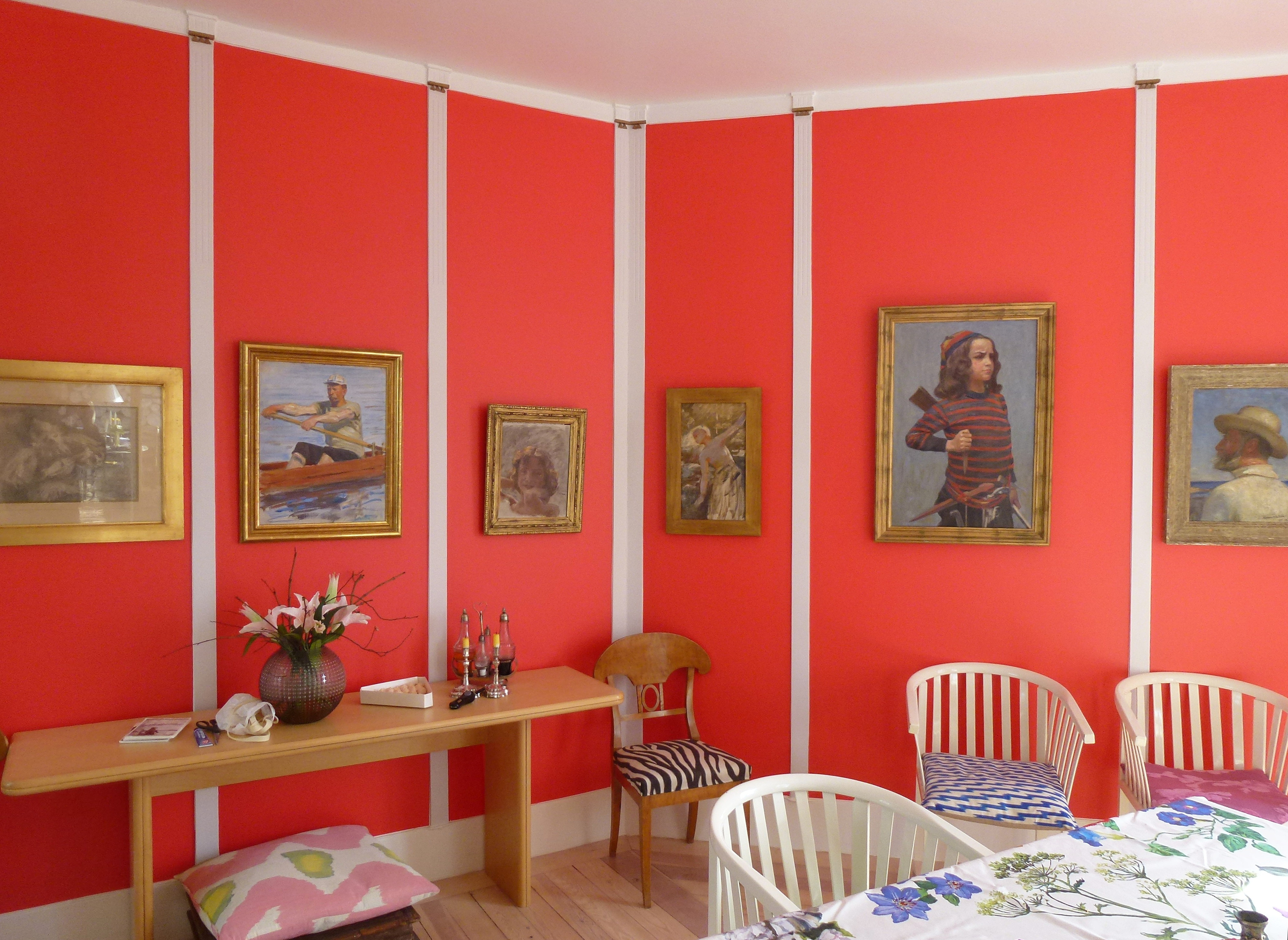
Salongen
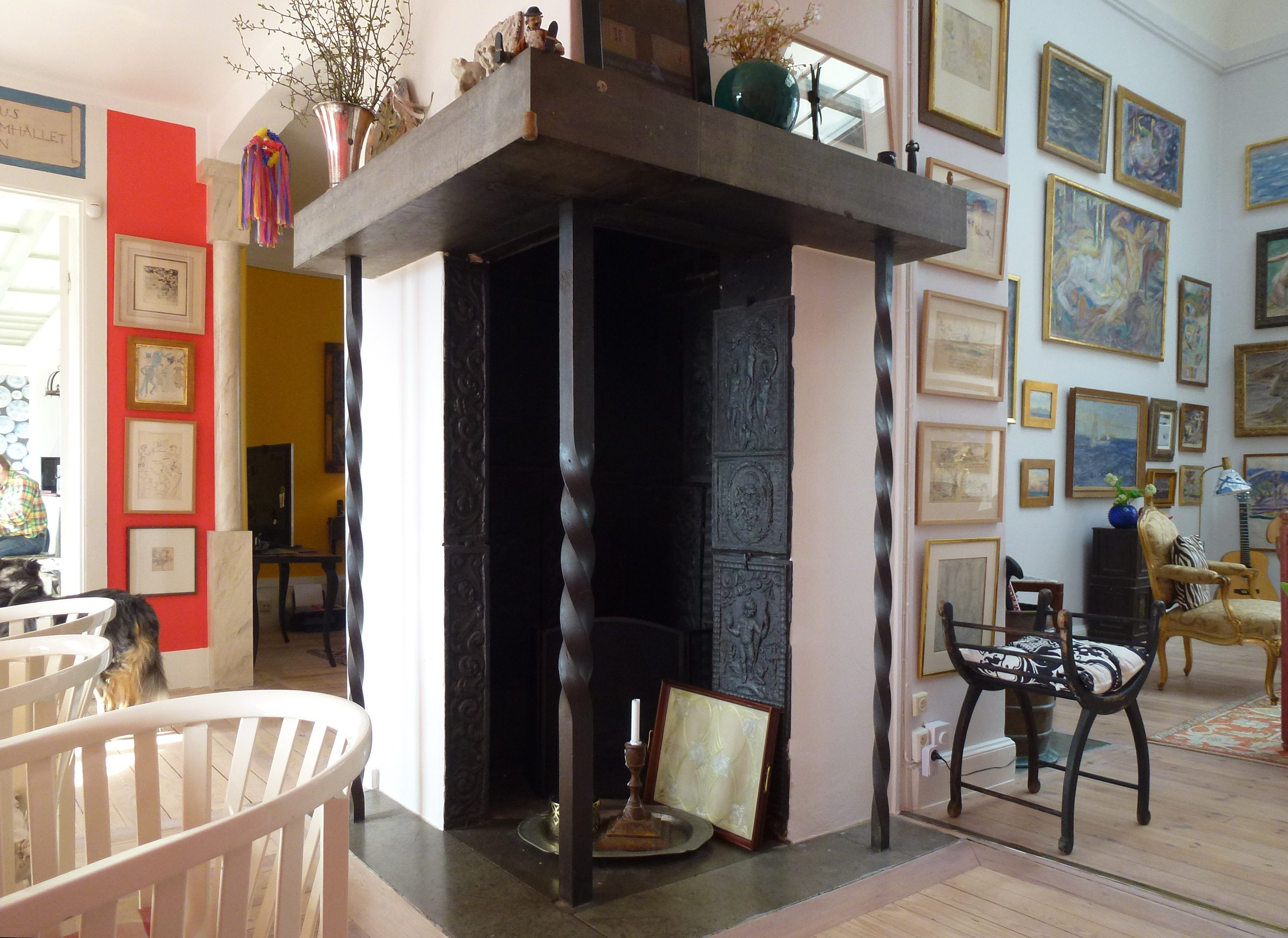
Öppna spisen
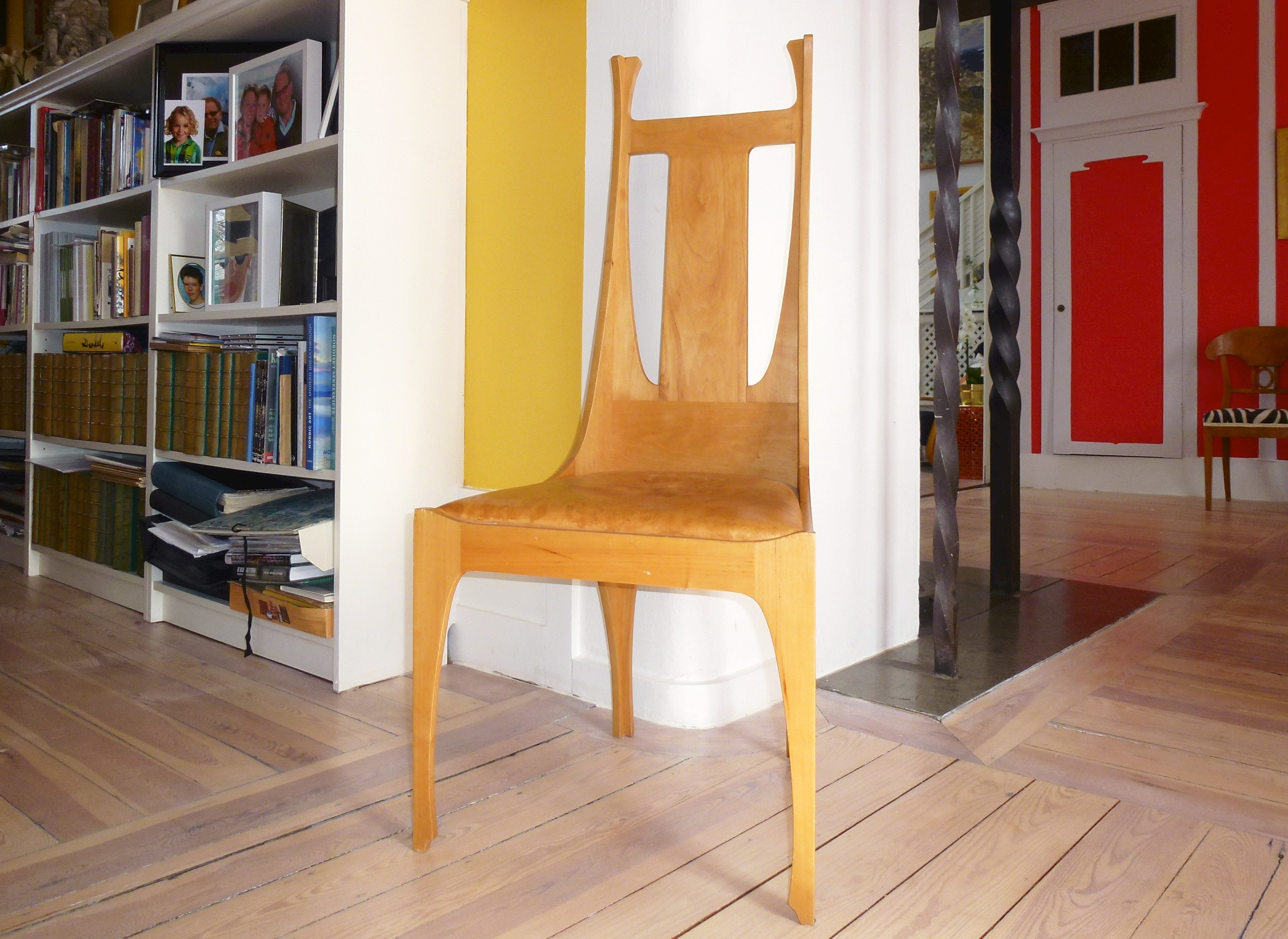
Jugendstol formgiven av Acke
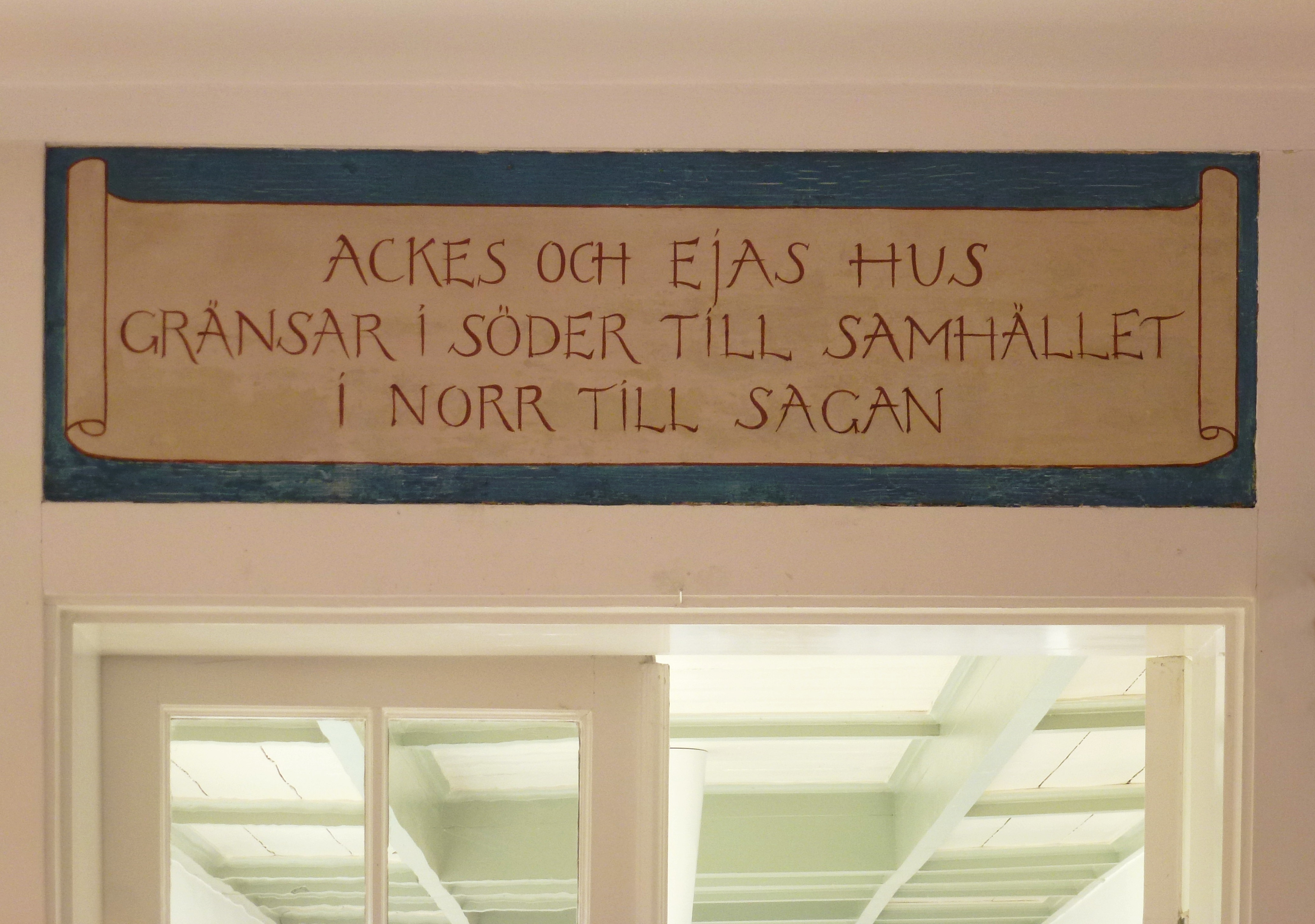
Hyllning över dörren

## Villans betydelse för sin samtid och tiden efter J.A.G. Acke
Villa Akleja skulle bli en centralpunkt för dåtidens stora kulturpersonligheter. Här hade Konstnärsförbundet några av sina möten och här hölls middagar och fester med prominenta gäster som Anders Zorn, Karin och Carl Larsson, Verner von Heidenstam, Karl Otto Bonnier, Georg Pauli, Albert Engström, Bruno Liljefors samt Prins Eugen. Allt tog plötsligt slut en septemberdag 1924 då J.A.G. Acke sjönk ihop framför sitt staffli i ateljén. Eva Acke skrev i villans dagbok: ”Sept. 5. Bortrycktes min älskade Acke mitt livs vän och uppehållare plötsligt av hjärtslag kl. 3 e.m.”
 

Eva Acke bodde kvar i villan fram till sin död i mars 1929, därefter övertogs huset av adoptivsonen Fausto Acke som var gift med Gerdis Acke (född Johansson). Även hon var en duktig skulptör och tecknare och assisterade sin blivande svärfar under arbetena i Stockholms stadshus. Fausto flyttade redan 1925 utan hustru Gerdis till USA eftersom han inte fick arbete i Sverige. Efter att Fausto och Gerdis gått skilda vägar övergick Akleja i hennes ägo.

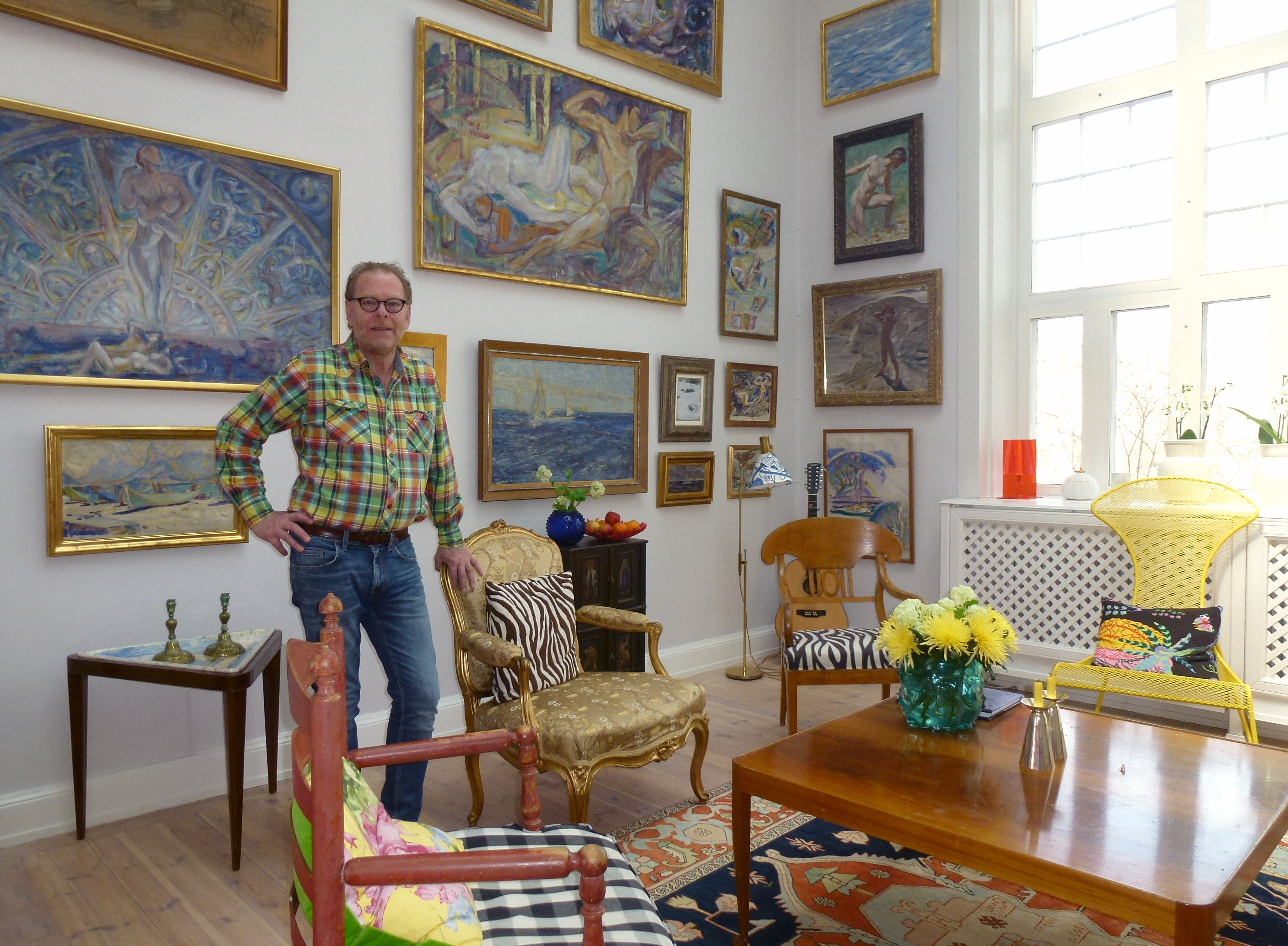
Claes Moser i ateljén, april 2015.

### Byggnadsminne
I mars 1981 förklarades villan till byggnadsminne huvudsakligen på grund av den unika, riktningsvisande planlösningen. I början av 1980-talet köptes Akleja av ishockeyspelaren Börje Salming som då återvände från USA. Då var villan i akut behov av upprustning. Han lät renovera, tilläggsisolera och bygga om och till huset. Bland annat tillkom en länga mot norr med ny entré, sällskapsrum och sovrum. Glasverandan mot trädgården förlängdes med en fönsteraxel i identisk utförande som intilliggande fönster och köket öppnades upp mot verandan. Det känsliga arkitektuppdraget sköttes av Peter von Knorring, lärare i restaureringskonst och under många år slottsarkitekt vid Ulriksdals slott.

### Konstmuseum
Börje Salming lämnade Villa Akleja år 2004 och familjen Widström flyttade in. På hösten 2014 var villan åter till salu och konsthandlaren Claes Moser (känd som konstexpert från Antikrundan) med hustru och barn kunde förverkliga en sedan länge närd dröm, nämligen att förvärva och flytta in i J.A.G. Ackes och Ejas hem och där ställa ut sin stora privatsamling av Ackes arbeten, som idag omfattar cirka 150 verk.
Enligt Claes Moser, som är Sveriges främste Ackesamlare och -expert, fanns ingen bättre plats för Ackes arbeten än konstnärens hem och ateljé i Vaxholm. Samlingen, som tidigare fanns i Vaxholms rådhus samt på Ljusterö och Åland, var tillgänglig för allmänheten, med visning för anmälda grupper. År 2023 sålde Claes Moser och hustrun villan till en privatperson, och det mesta av samlingarna såldes på auktion och verksamheten upphörde. Paret hade då försökt sälja huset med samlingarna till Vaxholms kommun.

#### Samlingarna (urval)

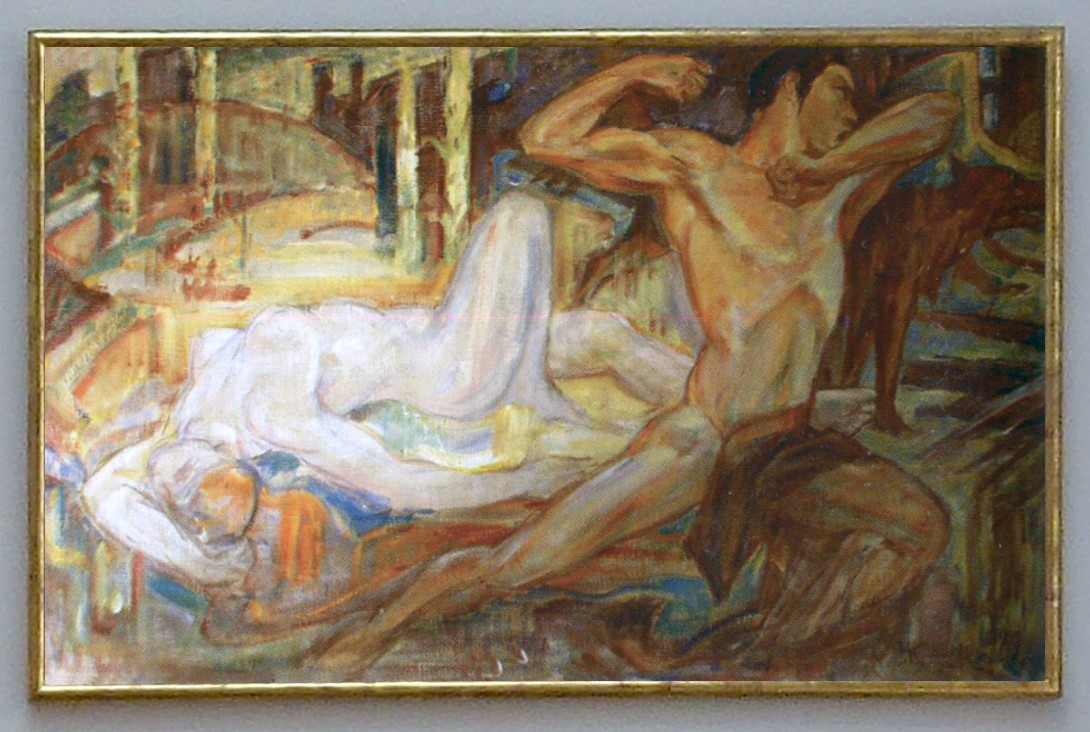
"Försvaret" påbörjades på Torsvi 1915-1919.
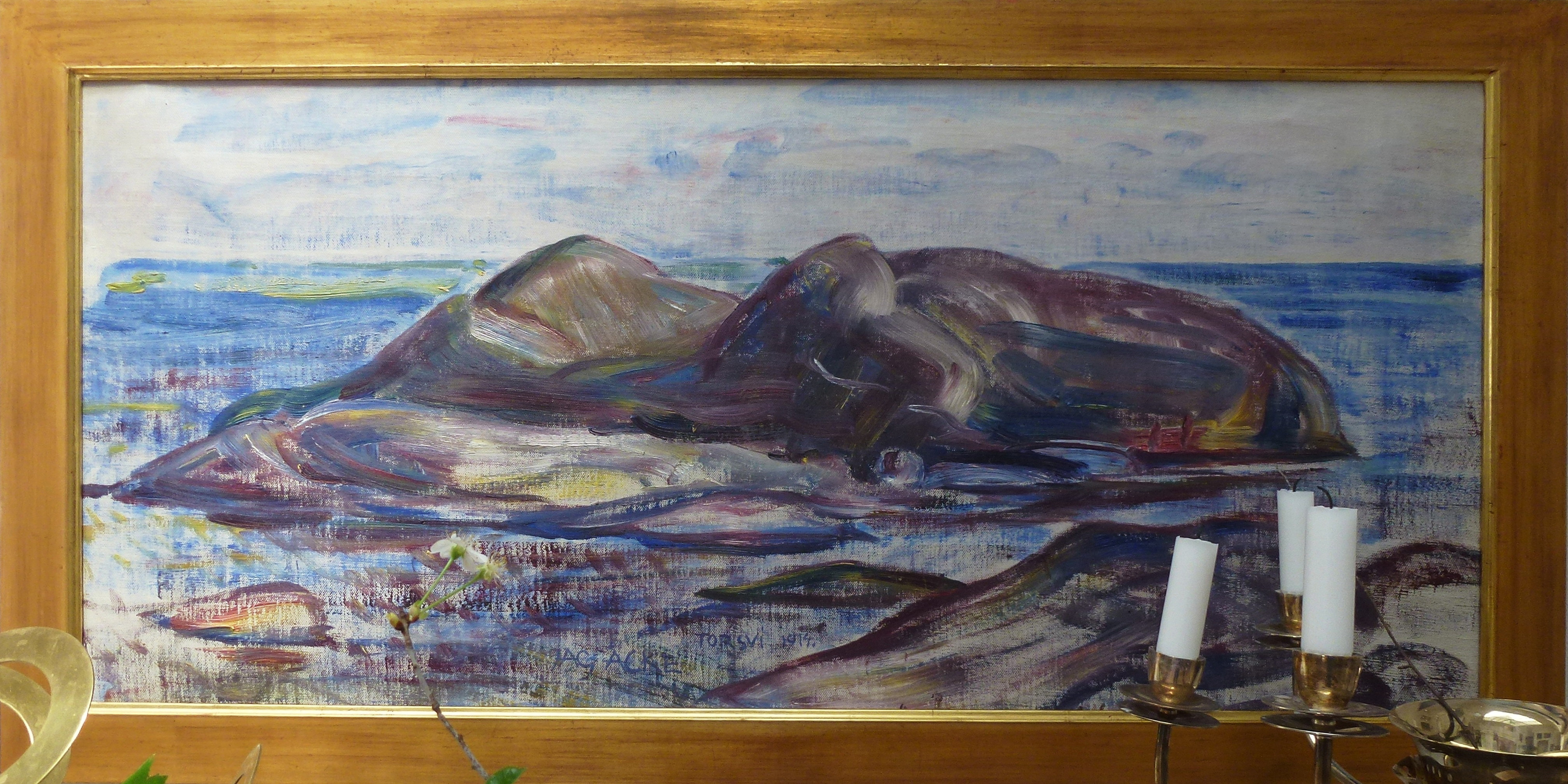
Kobben "Stor- och Lillknatsen" kom till på Torsvi 1914.
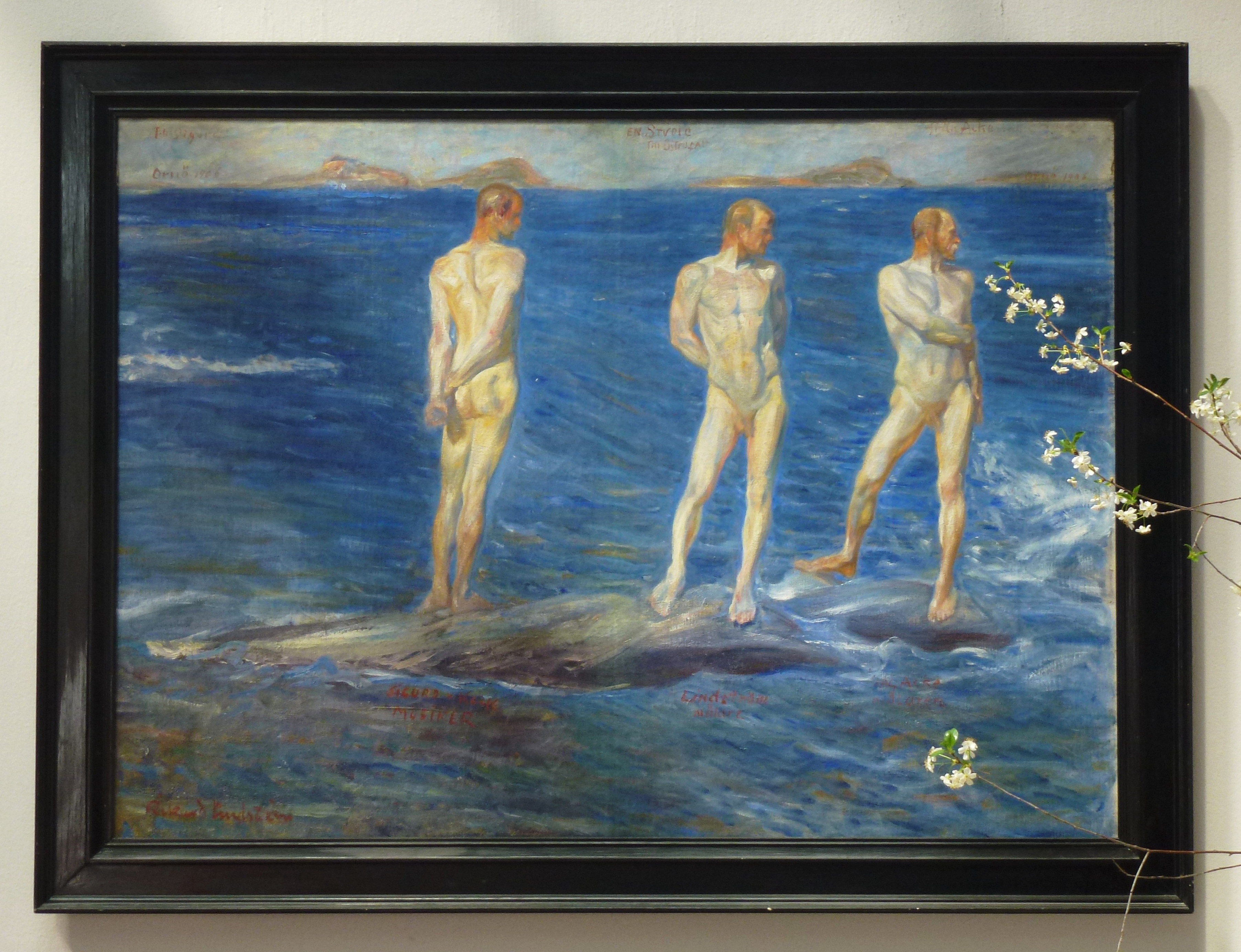
"Östrasalt" från 1906 räknas till Ackes främsta verk.
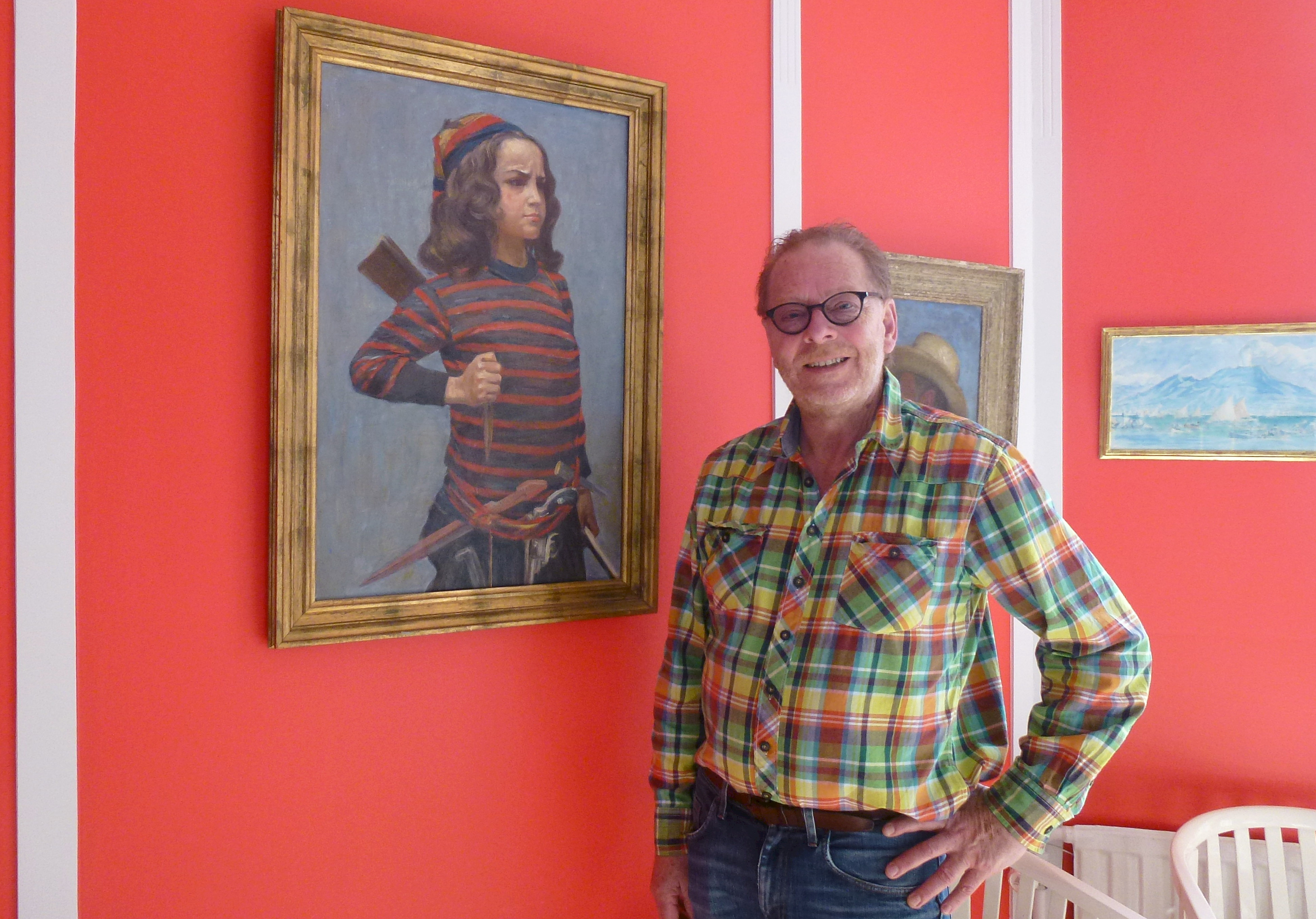
Claes Moser med sitt första förvärv, "Fausto som pirat".